# The Baltimorons
The Baltimorons ist eine US-amerikanische Filmkomödie von Jay Duplass aus dem Jahr 2025.

## Inhalt
So recht will bei Cliff, ehemals Impro-Comedian und trockener Alkoholiker, keine festliche Stimmung aufkommen – erst recht nicht, als er sich am Heiligabend einen Zahn ausschlägt. Dabei begegnet er jedoch der Zahnärztin Didi, die selbst mit einem Rückschlag zu kämpfen hat: Ihr Ex-Mann hat eine deutlich jüngere Frau geheiratet. Gemeinsam ziehen die beiden durch die Nacht, in der alles anders verläuft, als sie es sich vorgestellt haben.

## Produktion
Der Film feierte beim South-by-Southwest-Filmfestival 2025 Premiere und IFC Films and Sapan Studio erwarben die internationalen Vertriebsrechte. Der Film soll am 12. September in die US-amerikanischen Kinos kommen.

## Rezeption
Stephen Saito für Variety: „Obwohl der Film eine der wenigen ist, die sich zufällig mit der COVID-Pandemie befassen, wirkt er mit seiner rauen Ästhetik der 70er Jahre zeitlos, was Kameramann Jonathan Bregel ermöglicht, geschickt zeitlich gut abgestimmte Zooms einzusetzen, um zusätzliche Wirkung zu erzielen. Die jazzige Filmmusik von Jordan Seigel ist deutlich von Vince Guaraldi beeinflusst, wobei das Klavier oft im Vordergrund steht, aber dennoch ihren eigenen Charakter entwickelt, da sie eine Reihe von Weihnachtsklassikern neu interpretiert. Duplass achtet darauf, einen Film zu drehen, in dem es den Beteiligten selbst überlassen bleibt, Weihnachten zu einem besonderen Ereignis zu machen, anstatt sich auf die traditionellen Klischees des Genres zu verlassen. In dieser Hinsicht hat The Baltimorons etwas zu feiern.“

## Auszeichnungen (Auswahl)
- 2025: Publikumspreis des South-by-Southwest-Filmfestivals
- 2025: Publikumspreis des Nantucket Film Festival
- 2025: Filmfest-München-Nominierung im Wettbewerb Cinemasters